# Castello di Häme

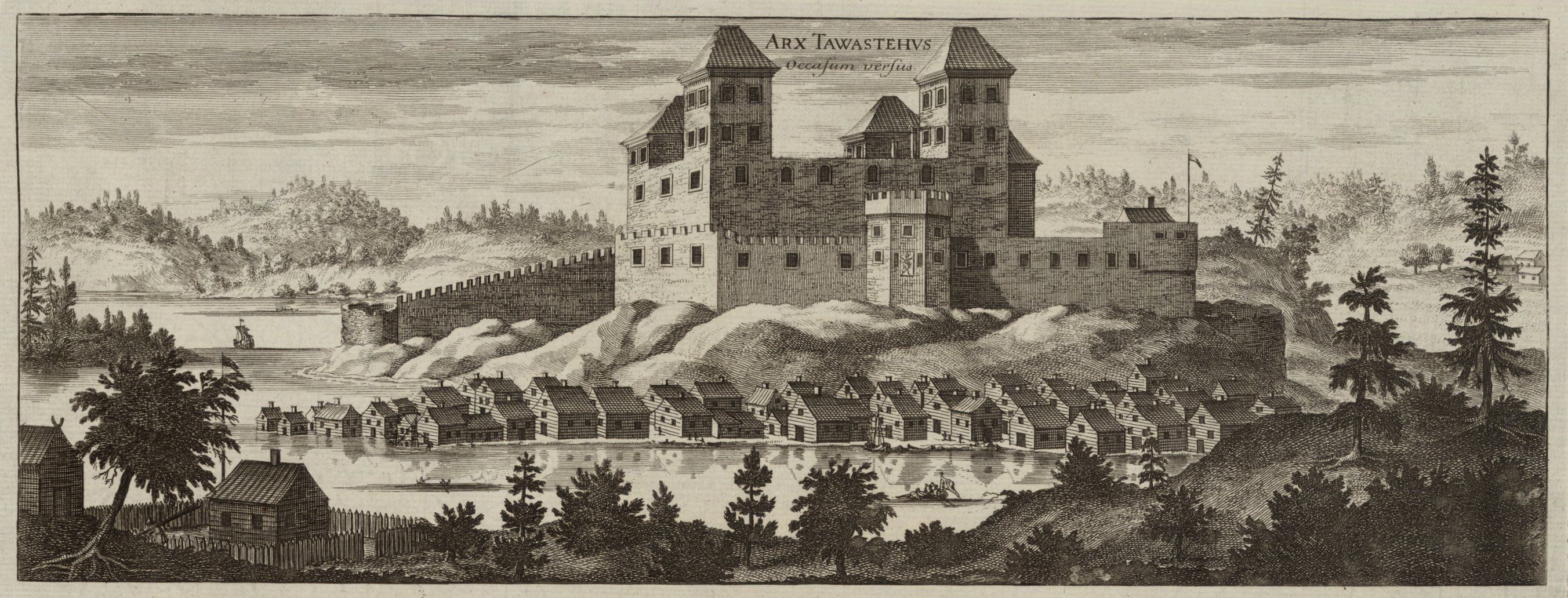
Il castello di Häme alla fine del 1650

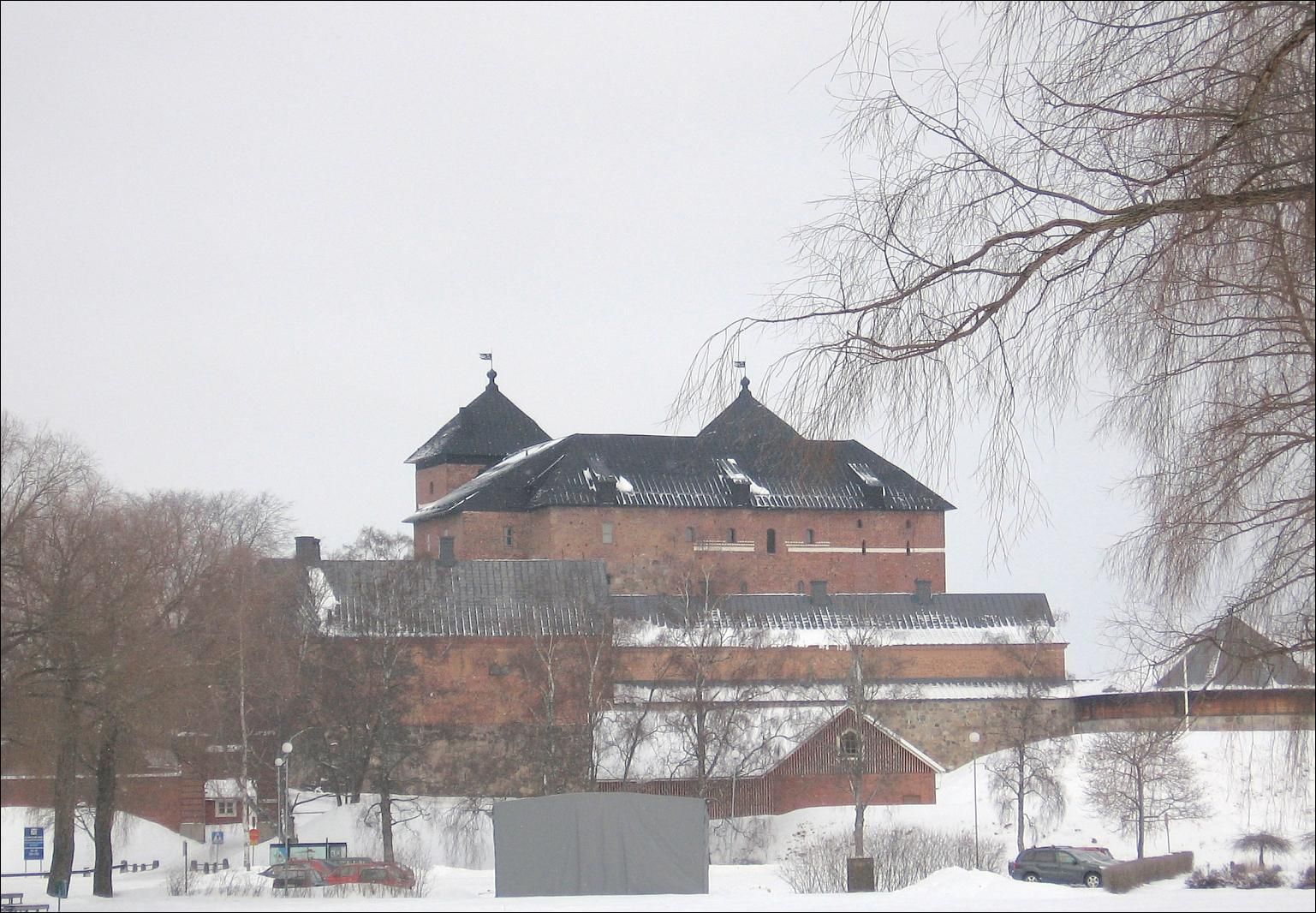
Il castello di Häme in inverno

Il castello di Häme  è un castello medievale situato a Hämeenlinna, in Finlandia. Il castello si trova sulla costa del lago Vanajavesi nel centro della città. Il castello era originariamente situato su un'isola.
L'età del castello è contestata. Tradizionalmente, la costruzione del castello è stata collegata alla leggendaria Seconda crociata svedese la quale daterebbe oggi il castello alla metà del XIII secolo. Tuttavia, non ci sono reperti dal castello che possono essere datati ad un periodo antecedente al 1320. Una vicina fortificazione del 1300 circa lontano solo 30 km, situata ad Hakoinen, è datata tra il XIII e il XIV secolo. Solo un castello (Tauestahus) è citato in Tavastia in un documento reale del 1308. tuttavia, il solo Trattato di Novgorod russo cita un castello durante il loro saccheggio della Tavastia nel 1311 nell'ambito della guerra di Häme, e la sua descrizione corrisponde bene con il castello in Hakoinen.
La costruzione del castello di Häme probabilmente è iniziata dopo l'invasione Novgorod. Il primo castello era di pietra grigia, poi sono stati utilizzati mattoni.
Il castello perse importanza militare verso la fine del XVI secolo. I suoi sistemi difensivi sono stati rinnovati nel XVIII secolo con i bastioni intorno al castello. Il castello divenne una prigione nel XIX secolo e servì come tale fino al 1953, quando iniziarono massicci lavori di restauro. Il castello è diventato un museo dal 1988. Le strutture possono essere affittate anche per eventi privati.